# Slayden
Slayden – miasto w Stanach Zjednoczonych, w stanie Tennessee, w hrabstwie Dickson.